# Dianeura
Dianeura és un gènere de lepidòpters zigenoïdeus de la família dels himantoptèrids (Himantopteridae), subfamília Anomoeotinae.

## Taxonomia
El gènere Dianeura inclou dues espècies, pròpies d'Àfrica:
- Dianeura goochii Butler, 1888
- Dianeura jacksoni Butler, 1888